# Méménil
Méménil là một xã, nằm ở tỉnh des Vosges trong vùng Grand Est và thuộc Cộng đồng các xã l'Arentèle-Durbion-Padozel. Ménénil có diện tích 9,15 km2, dân số năm 1999 là 122 người.

## Biến động dân số
| Năm | 1831 | 1962 | 1968 | 1975 | 1982 | 1990 | 1999 | 2007 |
| --- | ---- | ---- | ---- | ---- | ---- | ---- | ---- | ---- |
| Dân số | 246  | 136  | 121  | 105  | 92   | 95   | 124  | 155  |
| From the year 1962 on: No double counting—residents of multiple communes (e.g. students and military personnel) are counted only once. |      |      |      |      |      |      |      |      |